# Anna Lindberg (journalist)
Anna Lindberg, född 5 januari 1974 i Afrika, är en svensk journalist.
Lindberg utbildade sig till journalist på Kaggeholms folkhögskola. Hennes första journalistjobb fick hon på Norrköpings Tidningar 1998. Hon hade därefter flera olika uppdrag på Östgöta Correspondenten och inom NTM-koncernen. Bland annat arbetade hon med TV-kanalerna 24Corren och 24nt.
I början av 2015 blev hon chefredaktör för Östgöta Correspondenten. Senare under 2015 utsågs hon till publisher på Östgöta Media, NTM-koncernens tidningar i Östergötland. Det innebar att hon blev VD för bolaget och ansvarig utgivare för dess tidningar (NT, Corren, Motala & Vadstena Tidning och Västerviks-Tidningen).
I november 2017 utsågs Lindberg till "Årets MediaAmazon".